# Sony ILCE-9
SonyA9 (модель Sony ILCE-9) — цифровой беззеркальный фотоаппарат, представленный компанией Sony 19 апреля 2017 года. Камера с байонетом Е оснащена полнокадровой матрицей разрешением 24,3 мегапикселя и предназначена для профессиональной съёмки. Это флагманская камера Sony. Камера не является преемником серии α7, но дополняет её. 
Sony позиционирует её как настоящую профессиональную беззеркальную камеру.
Основные конкуренты α9 - это Nikon D5 и Canon EOS-1D X Mark II.
Цена за Sony α9 на старте продаж в 2017 года в России примерно 320 000 рублей. В США около 4500 долларов за Body.

## Особенности[3]
- 24-мегапиксельная многослойная КМОП-матрица формата 24×36 мм с обратной засветкой;
- скорость серийной съёмки до 20 кадров/с с автофокусом и отслеживанием экспозиции;
- полностью бесшумная съемка с электронным затвором;
- фазовая фокусировка по матрице с 693 точками;
- встроенная 5-осевая система стабилизации изображения на основе сдвига матрицы;
- наклонный сенсорный дисплей;
- электронный видоискатель с разрешением 3 686 400 точек;
- два гнезда для карт памяти, поддержка SD UHS-II;
- Wi-Fi и Bluetooth;
- LAN-интерфейс с возможностью работы с FTP-серверами.